# Servác Engel z Engelsflussu

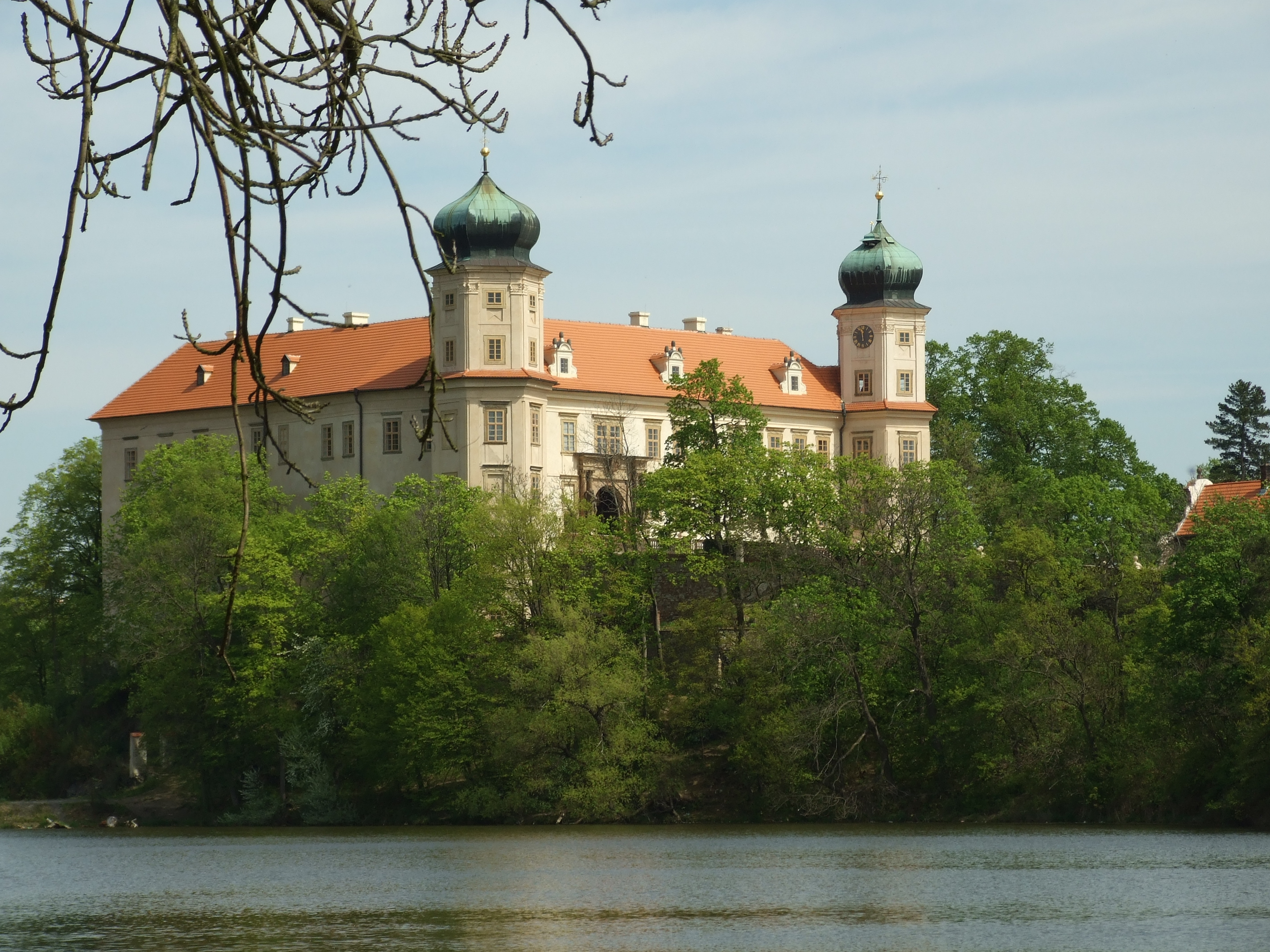
Zámek Mníšek pod Brdy

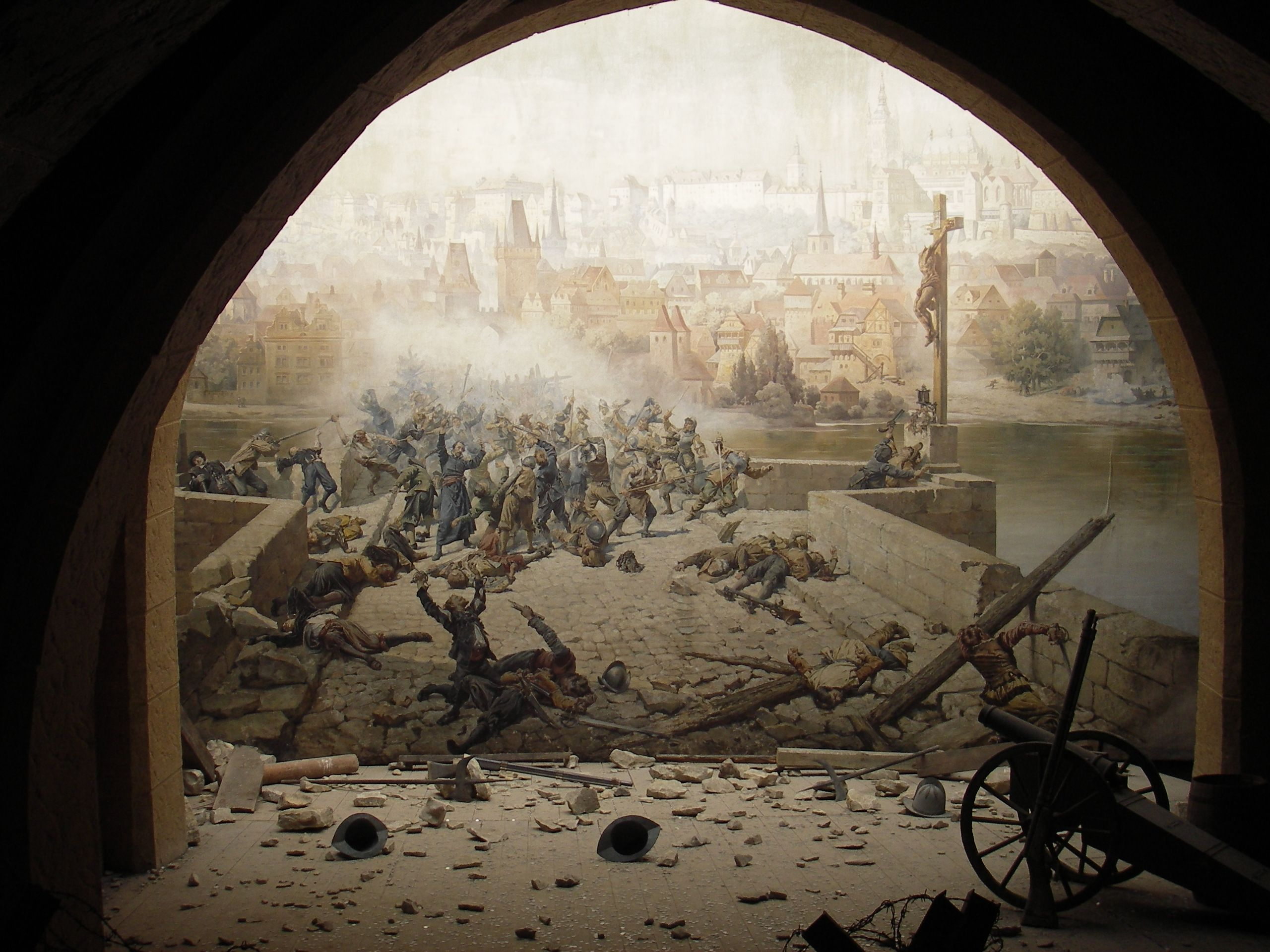
Boje o Karlův most na dioramatu v Zrcadlovém bludišti na Petříně

Servác Engel z Engelsflussu (1605 – duben 1674, Mníšek pod Brdy) byl český šlechtic, baron, původně koželuh z Flander, majitel panství Mníšek pod Brdy.

## Život
Servác mladší se narodil ve Flandrech roku 1605. Jeho otcem byl Servatius Engel starší, zvaný zkráceně Facis, původem z Tongeren u Maastrichtu (Limburské vévodství, dnes Belgie), matka se jmenovala Marie Terezie z Gutenberga. Rodina se mezi lety 1627–1630 přestěhovala do Prahy, kde jeden ze Serváců koupil syn roku 1627 novoměstský dům čp. 1044b/II Na poříčí.. V téže době si Engelové na Malé Straně na Kampě dali přestavět dům čp. 499/II U zlatého hroznu, dnes známý jako Werichova vila. Nad Čertovkou nedaleko Karlova mostu pak postavili koželužský závod. Na rozvoji závodu měl velký podíl Servác mladší, kterému se podařilo sjednat s císařskou armádou zakázku na zpracovanou kůži na obuv. Při nakupování surovin se rozhodl obcházet Židy a kůži nakupoval přímo od řezníků. Tím si znepřátelil Židy, kteří se obrátili na císařský soud a Serváce obvinili z krácení daní. Císař nakonec rozhodl, že Servác bude platit vyšší daň a doplatí dlužnou část. Na oplátku získal od císaře monopol na obchod se surovou kůží.
Zlom přišel v roce 1648, kdy při útoku Švédů na Prahu přišel o veškerý majetek. Spolu se svými zaměstnanci a dalšími Pražany obsadil Staroměstskou mosteckou věž a zabránil vpádu Švédů do Starého Města. Ještě téhož roku byl povýšen do šlechtického stavu, získal predikát z Engelsflussu a erb. Po smrti svého otce se oženil s Ludmilou Röttingerovou, díky které získal několik domů, dva mlýny a vinice v Šárce. Ludmila ovšem roku 1660 zemřela. Roku 1662 se oženil podruhé a jeho manželkou se stala Anna Salomena, dcera pražského primase Mikuláše Františka Turka ze Šturmfeldu a Rosenthalu, s nímž se seznámil během obrany Starého Města. Stal se rytířem Svatého hrobu a finančně podporoval katolickou církev, zejména Svatovítskou katedrálu.
Roku 1655 Servác na primusovu radu odkoupil od Mitroviců zchátralý zámek v Mníšku pod Brdy spolu s celým panstvím. Ihned se pustil do oprav. Dal zrekonstruovat zámek, rybníky, vybudovat vodovod, hospodu a pomáhal s opravou válkou poničených domů. Uprostřed těchto oprav, v dubnu 1674, zemřel a byl pohřben v kostele sv. Salvátora na Starém Městě.